# Loggia del Pesce

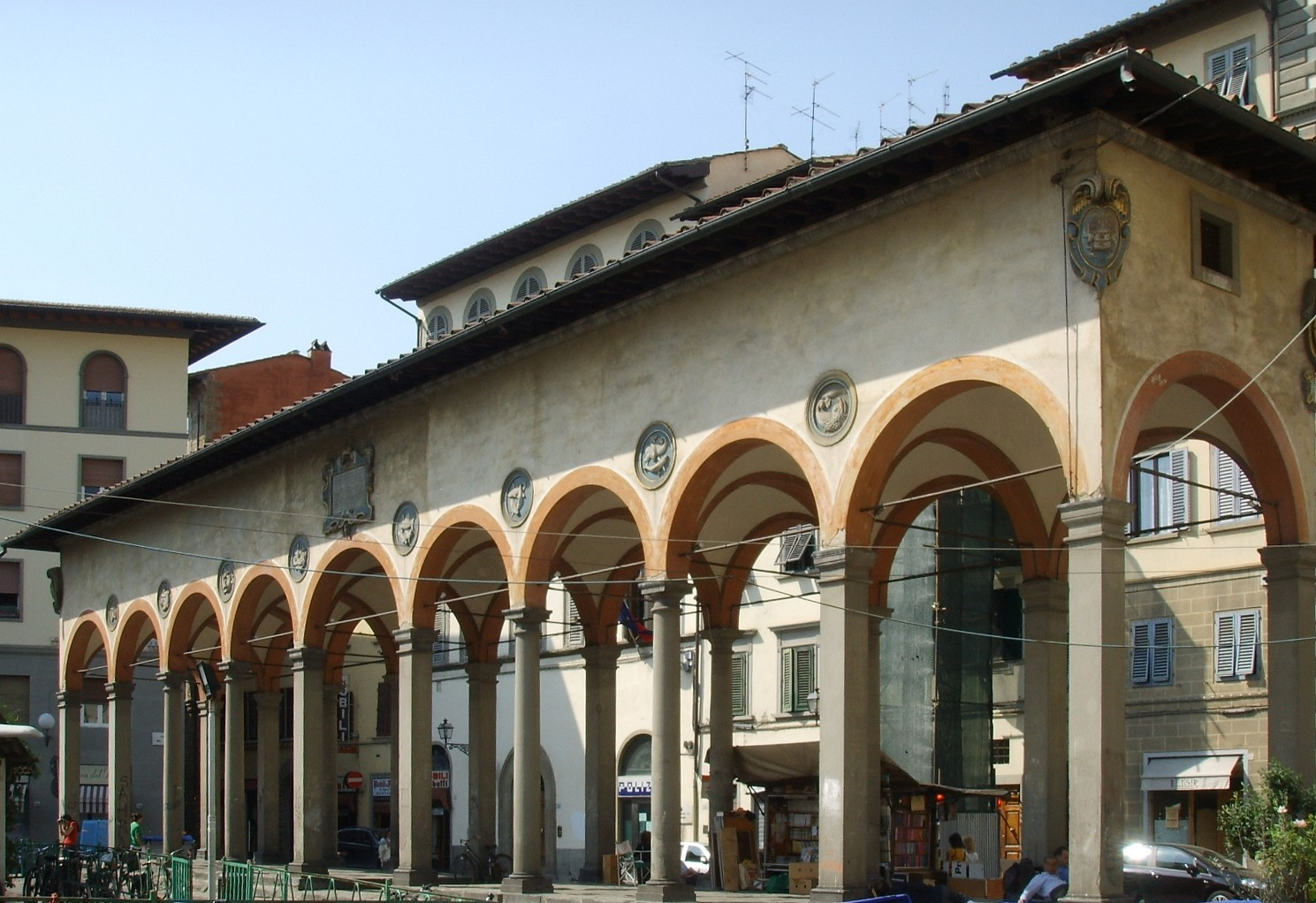
La loggia del Pesce

La Loggia del Pesce est une des loggias de Florence (Italie), sur la Piazza dei Ciompi non loin au nord de l'église  Santa Croce.
Anciennement son emplacement était sur la place du Mercato Vecchio (vieux marché), qui est ensuite devenue la Piazza della Repubblica, après les réaménagements de la ville au XIXe siècle.
Contrairement au principe architectural habituel des loggias, ses quatre faces sont ouvertes et elle n'est pas adossée à un autre bâtiment (comme la loggia del Mercato Nuovo).

## Histoire
La loggia a été construite par Giorgio Vasari à la demande de Cosme Ier en  1567, pour y déplacer les poissonniers qu'on trouvait auparavant près du Ponte Vecchio, le long du  lungarno des Archibugieri, et qui en  furent chassés pour faire passer le loggiato qui soutient le Corridor de Vasari.
Pendant l'assainissement de Florence du Risanamento, vers 1885-1895, elle fut démantelée de son emplacement original et les éléments architecturaux, les armes, les médaillons avec les poissons, les bustes, ... finirent dans le lapidaire du musée national de San Marco, avec de nombreuses autres éléments anciens venant  du Mercato Vecchio.
En 1956, le Comitato per l'estetica cittadina (Comité pour l'esthétique citadine), avec les fonds de la Caisse d'Épargne de Florence, décide de la reconstruire, en même temps qu'elle venait de redresser la Colonna dell'Abbondanza (Colonne de l'Abondance). Furent employés les matériaux originaux conservés, mais on en changea l'emplacement en faveur de la Place des Ciompi.

## Architecture
La loggia a neuf arcades bien ouvertes permettant une voûte d'arêtes à l'intérieur sans besoin contreforts extérieurs malgré leur caractère très aéré. Ses pilastres et ses colonnes sont en pietra serena. Huit médaillons rappellent la mer, la pêche et des activités associées, en accord avec la fonction originale du marché. Quatre armoiries décorent les angles, pendant qu'au centre des grandes façades un cartouche  rappelle la commission grand-ducale.

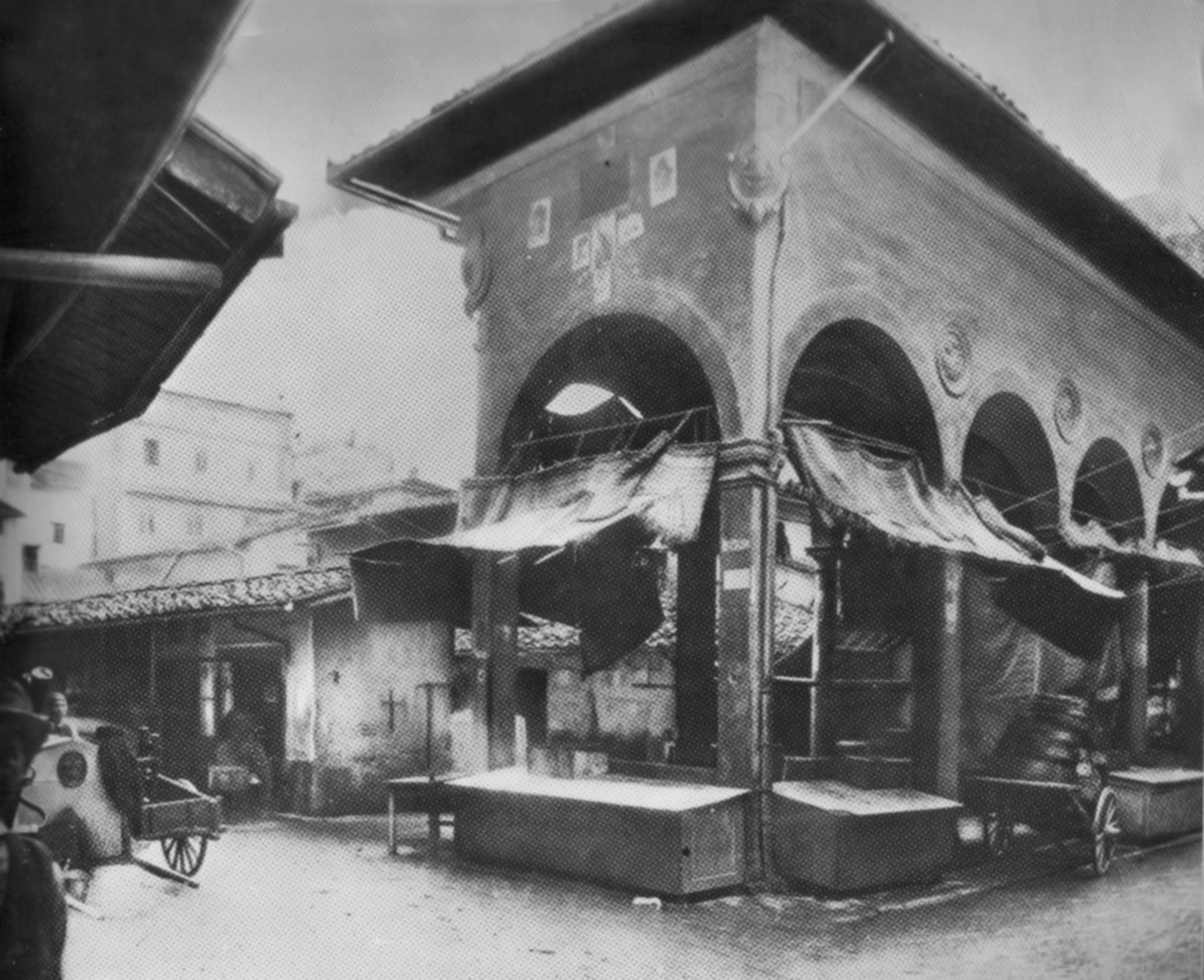
La Loggia sur la Piazza del Mercato en 1880
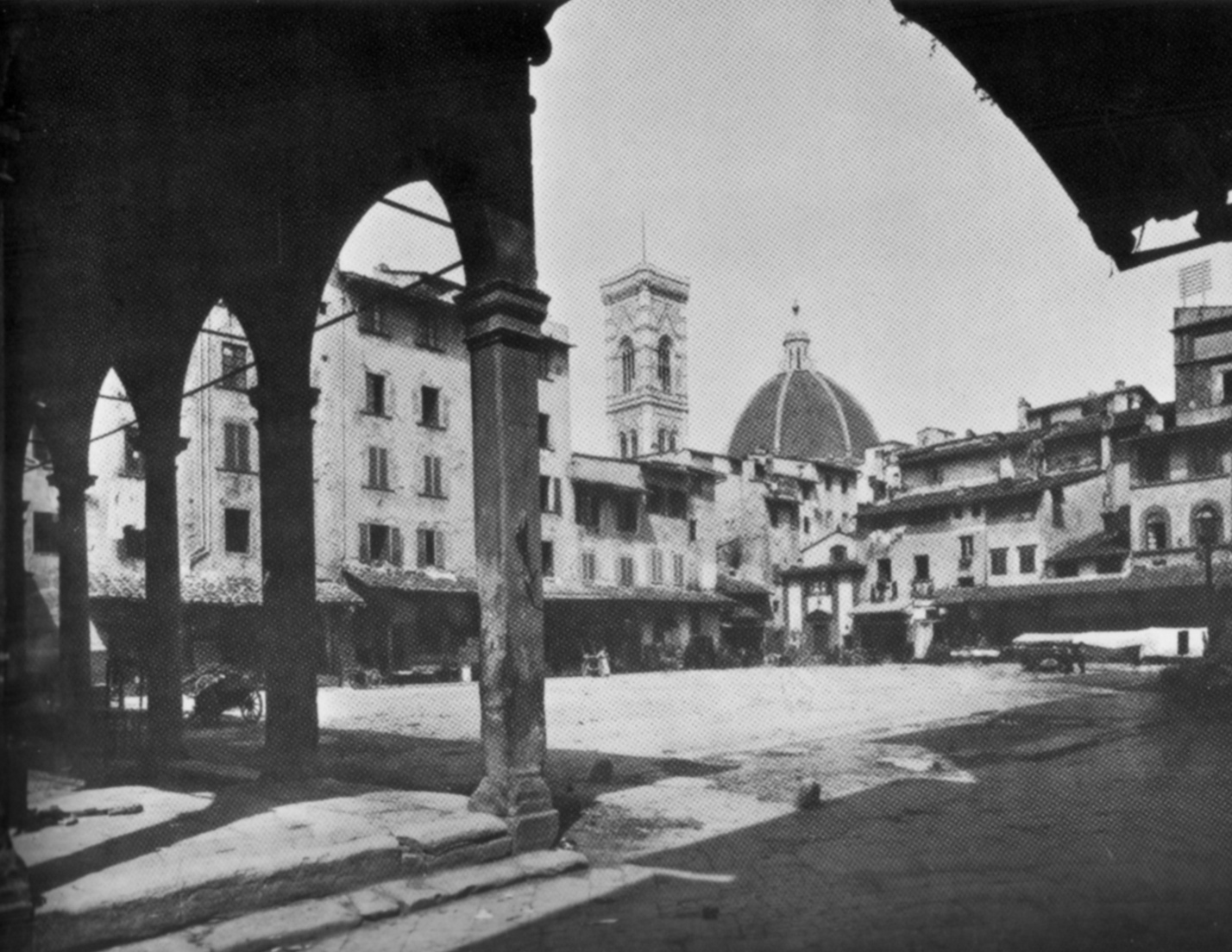
En 1893, pendant la démolition
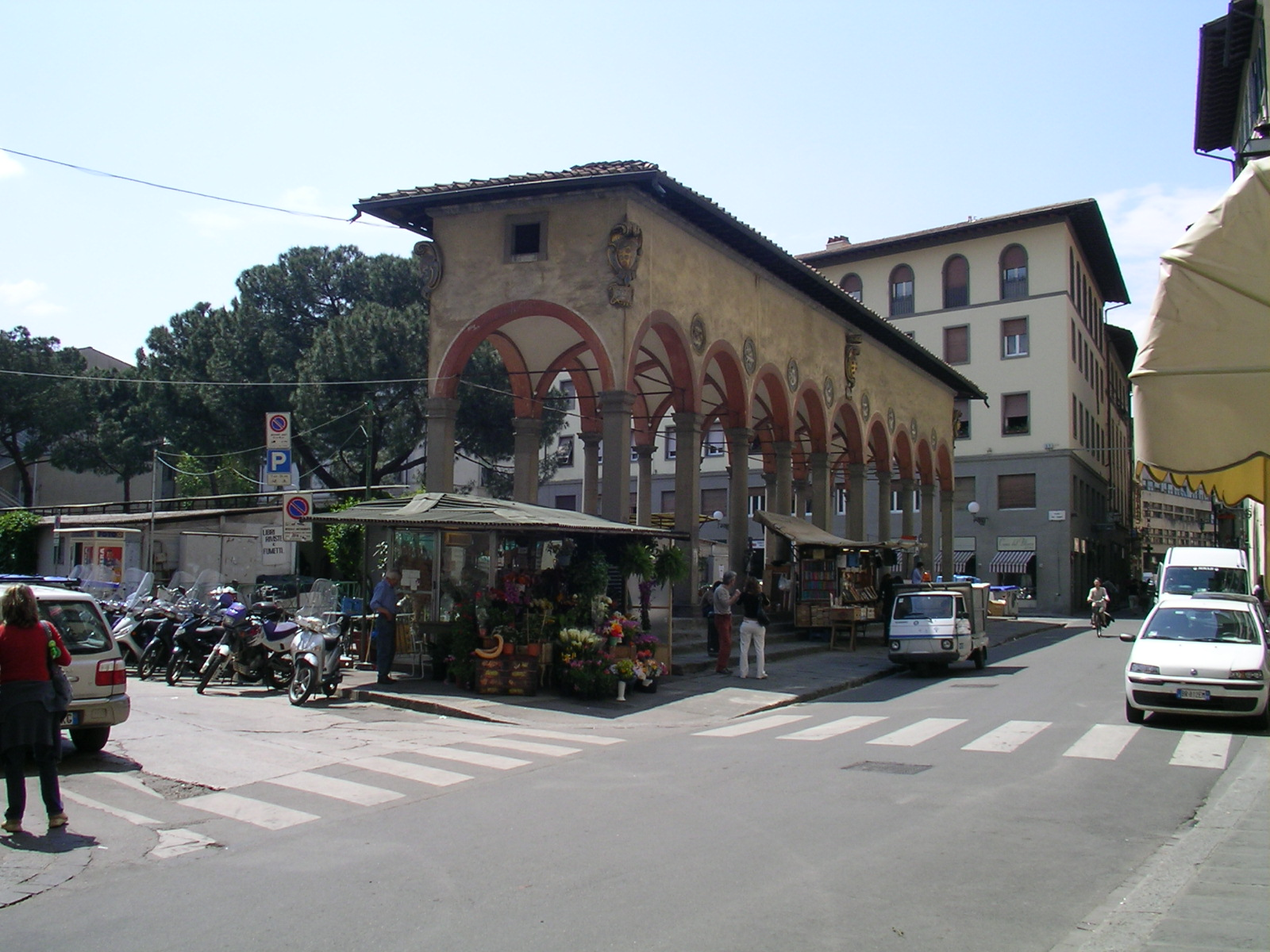
La Loggia aujourd'hui